# Synagoge (Gleusdorf)

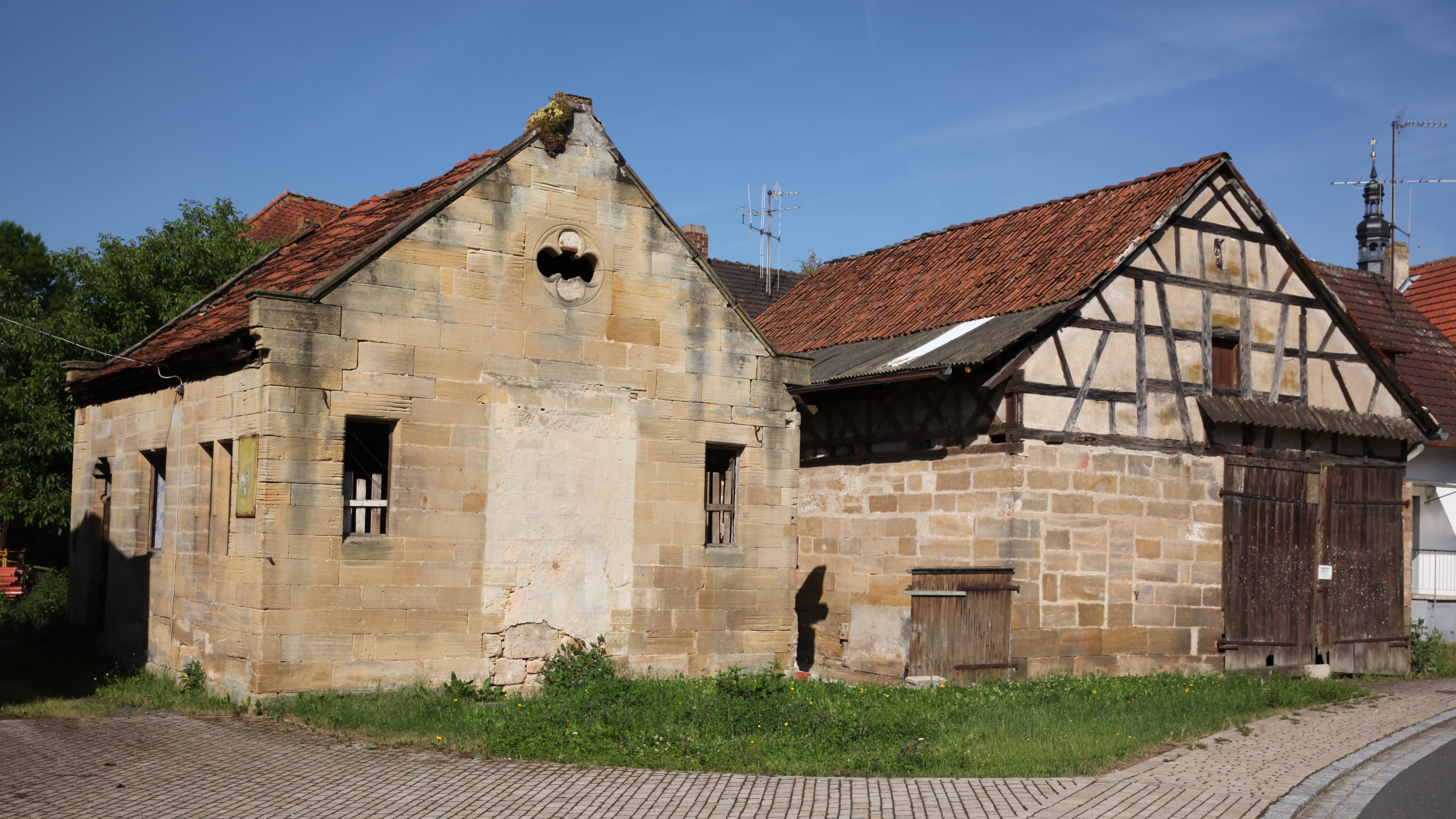
Ehemalige Synagoge in Gleusdorf (2017)

Die Synagoge in Gleusdorf, einem Gemeindeteil der unterfränkischen Gemeinde Untermerzbach im Landkreis Haßberge, wurde 1857 am Standort eines Vorgängerbaus errichtet. Sie ist als Baudenkmal in der Bayerischen Denkmalliste eingetragen.

## Geschichte
Nachdem die Juden im ausgehenden Mittelalter aus den großen Städten vertrieben worden waren, ließen sie sich in Franken auf dem Land nieder. Eine jüdische Gemeinde entstand in Gleusdorf im 16./17. Jahrhundert. Der erste Beleg für jüdische Einwohner in Gleusdorf stammt von 1611, als ein Jude ein Hauss erwarb. Im Jahr 1654 erhielten Moyses, Abraham, Salomon und Hirsch einen vom Kloster Banz ausgestellten Schutzbrief.
In den 1830er Jahren lebten etwa 45 Juden in dem Dorf, was rund 16 % der Bevölkerung entsprach. Im Jahr 1851 erreichte die jüdische Gemeinde mit zehn Familien und 52 Personen ihre höchste Mitgliederzahl. 1871 hatte die Landgemeinde Gleusdorf 383 Einwohner, davon 31 Juden.
Die jüdische Gemeinde besaß schon im 18. Jahrhundert eine eigene Synagoge in der Nähe der Itzbrücke und nutzte ein Ritualbad im Keller eines privaten Wohnhauses. Zur Finanzierung einer neuen Synagoge wurde 1855 eine vom bayerischen König genehmigte Sammlung in den jüdischen Gemeinden Schwabens, Unterfrankens und der Pfalz durchgeführt.
Die Synagoge wurde 1857 im neugotischen Stil als eingeschossiger Sandsteinquaderbau mit einem Satteldach errichtet. Den Giebelbereich der Ost- und Westfassade ziert je ein Fenster in Form eines stehenden Vierpasses. Den Zugang zur Synagoge bildet eine bauzeitliche, zweiflügelige Eingangstür. In den folgenden Jahrzehnten wurde das Innere der Synagoge zweimal umfassend erneuert und verändert. Der Wegzug der Gemeindemitglieder führte 1909 zur Auflösung der jüdischen Gemeinde.
Das Synagogengebäude wurde zunächst der Jüdischen Gemeinde Memmelsdorf (siehe: Synagoge (Memmelsdorf in Unterfranken)) überschrieben und diese verkaufte 1910 die ehemalige Synagoge an den Maurermeister Heinrich Dietz. Kurz darauf erwarb ein Nachbarn die Synagoge und nutzte sie als Holzlager und Werkstatt. Die Verkäufe des Grundstücks erfolgten unter der Auflage, weder ein Abort, noch ein Stall, ein Badehaus oder eine Gerberei einzurichten. Das in der Bausubstanz im Wesentlichen erhaltene Gebäude hat im Inneren noch erkennbar den blauen Innenanstrich von der letzten Renovierung um 1900 und Spuren des Toraschreines.

## Heutige Nutzung
Die Gemeinde Untermerzbach erwarb 2016 die ehemaligen Synagoge samt dem Nachbargebäude, der einstigen jüdischen Schule. Beide Gebäude wurden nach Umbau- bzw. Sanierungsmaßnahmen mit Hilfe des Europäischen Fonds für regionale Entwicklung einer öffentlichen Nutzung zugeführt.
Am 13. Juni 2021 eröffnete die Gemeinde Untermerzbach das Infozentrum für die Orts- und jüdische Geschichte – ehemalige Synagoge Gleusdorf. Der Träger- und Förderverein Synagoge Memmelsdorf i. Ufr. e. V. betreut das Museum.